# Georgefischeriales
Die Georgefischeriales sind eine Gruppe der Brandpilze (Ustilaginomycotina) und wie alle Brandpilze Pflanzenparasiten. Der Name rührt von der Gattung Georgefischeria her, die wiederum dem amerikanischen Botaniker George William Fischer (1906–1995) ehrt.

## Merkmale und Lebensweise
Die Vertreter dieser Ordnung sind gegenüber den anderen Ordnungen durch porenlose Septen in den reifen Hyphen gekennzeichnet. Alle Vertreter sind dimorphisch, wechseln also zwischen hefenartigen und Hyphen-Stadien ab. Die Teliosporen sind hellbraun bis dunkel und entstehen in den vegetativen Teilen ihrer Wirtspflanzen. Die Interaktionszonen mit dem Wirt sind lokal begrenzt und besitzen keinen Interaktionsapparat oder Haustorien. Die vier Familien unterscheiden sich in der Gestalt ihrer Basidien. Die Tilletiariaceae sind die einzigen Vertreter der Exobasidiomycetes mit Phragmobasidien.
Die meisten Arten parasitieren auf Monokotylen, die beiden Vertreter der Georgefischeriaceae allerdings auf Convolvulaceae.

## Systematik
Die Georgefischeriales gehören zu den Exobasidiomycetes. Es ist nicht gesichert, ob die Georgefischeriales eine monophyletische Gruppe bilden. Sie werden von Begerow et al. (2006) wie folgt untergliedert:
- Georgefischeriaceae
  - Georgefischeria
  - Jamesdicksonia
- Tilletiariaceae
  - Phragmotaenium
  - Tilletiaria
  - Tolyposporella
  - Tilletiopsis derxii (Anamorphe)
  - Tilletiopsis flava (Anamorphe)
  - Tilletiopsis fulvescens  (Anamorphe)
  - Tilletiopsis oryzicola  (Anamorphe)
- Eballistraceae
  - Eballistra
- Gjaerumiaceae
  - Gjaerumia
  - Tilletiopsis minor

## Belege
- Dominik Begerow, Matthias Stoll, Robert Bauer: A phylogenetic hypothesis of Ustilaginomycotina based on multiple gene analyses and morphological data. Mycologia, Band 98, 2006, S. 906–916. doi:10.3852/mycologia.98.6.906